# Hymenonema
 Hymenonema  Cass., 1817 è un genere di piante angiosperme dicotiledoni della famiglia delle Asteraceae.

## Etimologia
Il nome scientifico del genere è stato definito per la prima volta dal botanico Alexandre Henri Gabriel de Cassini (1781-1832) nella pubblicazione " Bulletin des Sciences, par la Société Philomatique" ( Bull. Sci. Soc. Philom. Paris 1817: 34) del 1817.

## Descrizione

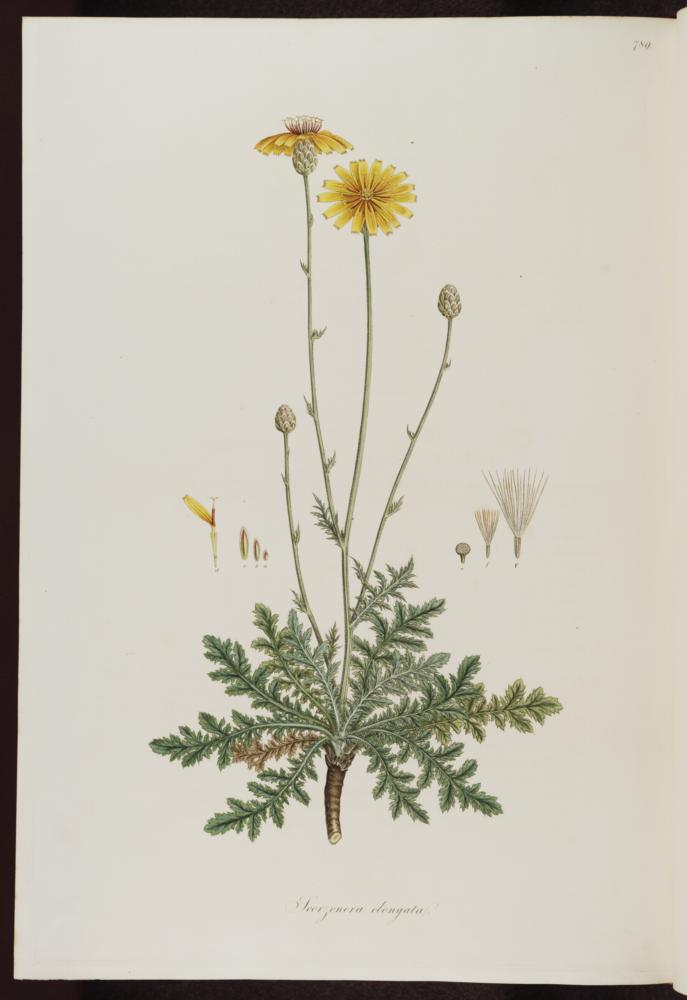
Il portamento
Hymenonema graecum

Habitus. Queste piante sono caratterizzate da specie erbacee perenni. Negli organi interni sono presenti sia condotti resiniferi che canali laticiferi.
Fusto. I fusti sono eretti, glabri o pelosi per peli ghiandolari. Sono poco ramosi e poco fogliosi. Le radici in genere sono di tipo fittonante.
Foglie.  Le foglie sono soprattutto basali; quelle cauline sono molto ridotte e sono disposte lungo il fusto in modo alterno. Le lamine sono lanceolate di tipo pennatosetto con lobi grossolani. Le foglie possono essere spinose per peli rigidi e fitti. Le venature delle foglie sono pennate.
Infiorescenza. Le infiorescenze sono composte da uno a 20 capolini; in genere lungamente peduncolati. I capolini sono formati da un involucro composto da brattee (o squame) all'interno delle quali un ricettacolo fa da base ai fiori ligulati. Gli involucri a forma campanulata o urceolata, sono formati da diverse brattee disposte su due serie embricate. Le brattee hanno margini scariosi. Il ricettacolo è provvisto di pagliette persistenti.
Fiori. I fiori sono tetra-ciclici (ossia sono presenti 4 verticilli: calice – corolla – androceo – gineceo) e pentameri (ogni verticillo ha in genere 5 elementi). I fiori sono inoltre ermafroditi e zigomorfi.
- Formula fiorale:

*/x K {\displaystyle \infty }, [C (5), A (5)], G 2 (infero), achenio
- Calice: i sepali del calice sono ridotti ad una coroncina di squame.
- Corolla: le corolle sono formate da una ligula terminante con 5 denti; il colore è giallo (da brillante a aranciato); la superficie può essere sia pubescente che glabra.
- Androceo: gli stami sono 5 con filamenti liberi e distinti, mentre le antere sono saldate in un manicotto (o tubo) circondante lo stilo.[11] Le antere sono caudate e alla base sono acute. Il polline è tricolporato.[12]
- Gineceo: lo stilo è filiforme. Gli stigmi dello stilo sono due divergenti e ricurvi con la superficie stigmatica posizionata internamente (vicino alla base).[13] L'ovario è infero uniloculare formato da 2 carpelli.

Frutti. I frutti sono degli acheni con pappo. L'achenio, obconico, peloso e con 5 angoli, è privo di becco. Il pappo è formato da una quindicina di scaglie lanceolate, apicalmente allungate.

## Biologia
- Impollinazione: l'impollinazione avviene tramite insetti (impollinazione entomogama tramite farfalle diurne e notturne).
- Riproduzione: la fecondazione avviene fondamentalmente tramite l'impollinazione dei fiori (vedi sopra).
- Dispersione: i semi (gli acheni) cadendo a terra sono successivamente dispersi soprattutto da insetti tipo formiche (disseminazione mirmecoria). In questo tipo di piante avviene anche un altro tipo di dispersione: zoocoria. Infatti gli uncini delle brattee dell'involucro si agganciano ai peli degli animali di passaggio disperdendo così anche su lunghe distanze i semi della pianta.

## Distribuzione e habitat
Le specie di questo genere sono endemiche della Grecia.

## Tassonomia
La famiglia di appartenenza di questa voce (Asteraceae o Compositae, nomen conservandum) probabilmente originaria del Sud America, è la più numerosa del mondo vegetale, comprende oltre 23.000 specie distribuite su 1.535 generi, oppure 22.750 specie e 1.530 generi secondo altre fonti (una delle checklist più aggiornata elenca fino a 1.679 generi). La famiglia attualmente (2021) è divisa in 16 sottofamiglie.

### Filogenesi
Il genere di questa voce appartiene alla sottotribù Scolyminae della tribù Cichorieae (unica tribù della sottofamiglia Cichorioideae). In base ai dati filogenetici la sottofamiglia Cichorioideae è il terz'ultimo gruppo che si è separato dal nucleo delle Asteraceae (gli ultimi due sono Corymbioideae e Asteroideae). La sottotribù Scolyminae è uno dei cladi iniziali che si sono separati dalla tribù.
I caratteri più distintivi per questa sottotribù (e quindi per i suoi generi) sono:
- i fusti sono alati;
- negli organi interni sono presenti sia condotti resiniferi che canali laticiferi;
- alcune parti delle piante possono essere spinose;
- l'origine delle specie è soprattutto relativa al Vecchio Mondo.

All'interno della sottotribù il genere di questa voce, da un punto di vista filogenetico, occupa il "core" del gruppo insieme al genere Scolymus (insieme formano un "gruppo fratello").
Cladogramma indicante la posizione del genere nella sottotribù.
|  | Catananche                                              |
|  |                                                         |
|  | \| \| Hymenonema \| \| \| \| \| \| Scolymus \| \| \| \| |
|  |                                                         |
|  | Hymenonema                                              |
|  |                                                         |
|  | Scolymus                                                |
|  |                                                         |

|  | Hymenonema |
|  |            |
|  | Scolymus   |
|  |            |

|  | Catananche                                              |
|  |                                                         |
|  | \| \| Hymenonema \| \| \| \| \| \| Scolymus \| \| \| \| |
|  |                                                         |
|  | Hymenonema                                              |
|  |                                                         |
|  | Scolymus                                                |
|  |                                                         |

|  | Hymenonema |
|  |            |
|  | Scolymus   |
|  |            |

I caratteri distintivi per le specie di questo genere sono:
- i margini delle brattee dell'involucro sono scariosi;
- le venature delle foglie sono pennate;
- il ricettacolo ha delle pagliette periferiche.

In trattamenti precedenti questo genere era descritto all'interno della sottotribù Catananchinae K.Bremer, 1993 insieme ai generi Catananche L. e Rothmaleria Font Quer.
Il numero cromosomico della specie è: 2n = 18 o 20 (diploide).

### Elenco delle specie
Questo genere ha 2 specie:
- Hymenonema graecum  (L.) DC.
- Hymenonema laconicum  Boiss. & Heldr.